# Canente
Canente è un personaggio della mitologia romana chiamata così perché tra tutte le ninfe eccelleva nel canto. Era figlia del dio Giano e della ninfa Venilia (oppure, secondo altre fonti, figlia di Giano e di Stampisi, essendo Canente un altro nome di Venilia).

Fu la moglie di Pico, re dei Latini, che le fu fedele anche quando venne tentato dalla maga Circe. Quest'ultima per vendicarsi dell'affronto subito trasformò Pico in un picchio. Canente, dopo la trasformazione del marito, passò sei giorni senza cibarsi e senza dormire, correndo fra boschi e montagne. Presa dalla stanchezza, si coricò sulle rive del Tevere, dove morì consumata dal dolore. Il suo corpo svanì per l’aria e non rimase di lei che la sola voce; il suo nome che fu dato al luogo nel quale finì di vivere.  Così la descrive la sua morte Ovidio, ne Le metamorfosi:
versava e parole dal duol modulate, si come

cigno che canti morendo le funebri note…;

quindi svanisce nell’aria leggera.

(Ovidio, Le Metamorfosi, XIII-XIV, traduzione di F. Bernini, collezione "Poeti di Roma", edita da Zanichelli)»
Secondo la leggenda fu la madre di Fauno.